# Pereskia diaz-romeroana
Pereskia diaz-romeroana är en kaktusväxtart som beskrevs av Martín Cárdenas Hermosa. Pereskia diaz-romeroana ingår i släktet trädkaktusar, och familjen kaktusväxter. Inga underarter finns listade i Catalogue of Life.